# مايك فرانكس
مايك فرانكس (20 أبريل 1977 بإدمونتون في كندا - ) هو لاعب كرة قدم كندي في مركز حراسة المرمى. شارك مع منتخب كندا تحت 20 سنة لكرة القدم. أما مع النوادي، فقد لعب مع فانكوفر وايتكابس ونادي آيندهوفن ونادي هيبرنيان ونادي روسيندال ‏ وفانكوفر وايتكابس (نادي كرة قدم).

## الحياة الشخصية
وهو الأخ الأصغر لكريس فرانكس.

## وصلات خارجية
- مايك فرانكس على موقع قاعدة بيانات كرة القدم.إي يو (الإنجليزية)